# Derrière la façade
Pour plus de détails, voir Fiche technique et Distribution.
Derrière la façade est un film français de Georges Lacombe et Yves Mirande sorti en 1939.

## Synopsis
Mme Mathieu, propriétaire d'un vaste immeuble parisien, est assassinée. Le commissaire du quartier et un enquêteur de la Sûreté sont dépêchés sur place. Ils parcourent escaliers et couloirs pour résoudre l'énigme. Leur rivalité bourrue leur permet de se compléter pour découvrir le coupable parmi une galerie de personnages, humbles ou riches, mondains ou populaires, honnêtes ou roublards, mais toujours pittoresque.

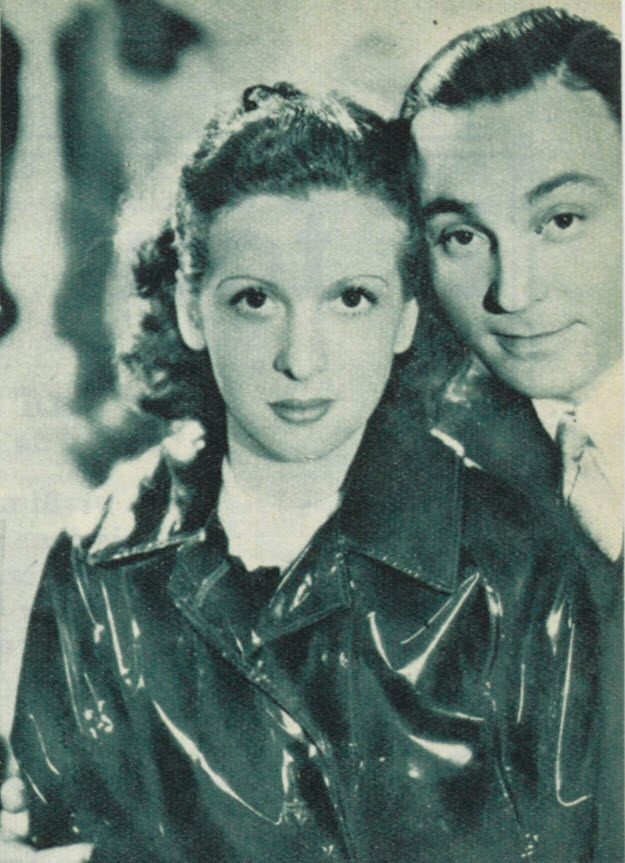
Gaby Sylvia et Andrex dans Derrière la façade.

Comme le souligne le dialogue des deux policiers, c'est l'occasion de découvrir ce qui se cache « derrière la façade » et les apparences lisses d'un monde éclectique, mais essentiellement bourgeois.

## Fiche technique
- Réalisateurs : Yves Mirande, avec la collaboration de Georges Lacombe
- Scénario et dialogues : Yves Mirande
- Découpage : Georges Lacombe et Max Kolpé
- Décors : Lucien Aguettand
- Chef opérateur : Victor Arménise
- Second opérateur : Robert Juillard
- Son : Robert Ivonnet
- Montage : Marthe Poncin
- Musique : André Gailhard
  - Chanson de Jean Wiéner
- Production : Regina
- Pays :  France
- Format :  Noir et blanc - 1,37:1 - 35 mm - son mono
- Genre : comédie policière
- Durée : 85 minutes
- Date de sortie : 
  - France - 29 mars 1939

## Distribution
| - Lucien Baroux : le commissaire Boucheron, qui enquête sur le meurtre de Mme Mathieu, propriétaire de l'immeuble - Jacques Baumer : l'inspecteur Lambert, de la Sûreté, idem - Jules Berry : Alfrédo d'Aville, gigolo et voleur - Aimé Clariond : Bernier, président de la Cour d'appel - André Lefaur : Corbeau, kleptomane - Gabrielle Dorziat : Mme Bernier, femme trompée du président - Marguerite Moreno : tenancière de la maison close - Gaby Morlay : Gaby Valrose, femme légère - Elvire Popesco : Mme Rameau, femme infidèle d'un gros industriel - Marcel Simon : Jules, homme politique, amant sérieux de Gaby - Michel Simon : Picking, lanceur de couteaux - Betty Stockfeld : l'Anglaise, compagne de Durand et maîtresse d'Eric - Erich von Stroheim : Éric, homme d'affaires allemand venant d'être naturalisé - Gaby Sylvia : Madeleine Martin, fille d'un infirme aimée par Laurent | - Simone Berriau : Lydia, chanteuse de cabaret, maîtresse de Bernier - Jean Joffre : M. Martin, père infirme et aveugle de Madeleine - Jacques Dumesnil : Albert Durand, courtier en bourse - Andrex : André Laurent, employé de banque qui a puisé dans la caisse - Jean Daurand : le télégraphiste - Elmire Vautier : Marie, habilleuse de Lydia - Julien Carette : Julien, soldat - Claude Sainval : gigolo de Gaby - Paul Faivre : concierge de l'immeuble - Robert Ozanne : brigadier de gendarmerie - Raymone : bonne de Madame Mathieu - Missia : Joséphine Picking, femme du lanceur de couteaux - Raymond Segard : Robert Bernier, fils du président - Marcel Orluc : Gérard Bernier, fils du président - Lise Courbet : Paulette - Yves Mirande : le clochard sur le banc (cameo) Missia : Joséphine Picking |

## Nominations
- Le film fut sélectionné à la Mostra de Venise 1939.

## Commentaire
L'enquête menée dans un même immeuble à la suite d'un crime, permet un Film à sketches, avec des personnages variés, où tous les membres de cette petite société ont finalement quelque chose à se reprocher.
Yves Mirande essaie de reproduire ainsi une recette gagnante, éprouvée l'année précédente avec le film Café de Paris